# Anna Paluch
Anna Paluch (ur. 31 marca 1960 w Nowym Targu) – polska polityk, geodeta i urzędnik samorządowy, posłanka na Sejm V, VI, VII, VIII, IX i X kadencji.

## Życiorys
Ukończyła studia na Wydziale Geodezji Górniczej Akademii Górniczo-Hutniczej w Krakowie. Pracowała m.in. jako geodeta w Okręgowym Przedsiębiorstwie Geodezyjno-Kartograficznym w Krakowie, właścicielka przedsiębiorstwa usługowego w zakresie geodezji i kartografii oraz dyrektor Szkolnego Ośrodka Wypoczynkowego „Orle Gniazdo” w Sromowcach Wyżnych. W latach 1991–2001 pełniła funkcję wiceprezesa zarządu wojewódzkiego Porozumienia Centrum. W wyborach samorządowych w 1998 bezskutecznie ubiegała się o mandat radnej powiatu nowotarskiego z listy Akcji Wyborczej Solidarność. Od 2002 do 2005 zasiadała w sejmiku małopolskim II kadencji z listy koalicji POPiS.
W wyborach parlamentarnych w 2001 z listy Prawa i Sprawiedliwości bez powodzenia kandydowała bez powodzenia do Sejmu. W wyborach w 2005 została wybrana na posłankę V kadencji w okręgu nowosądeckim. W wyborach parlamentarnych w 2007 po raz drugi uzyskała mandat poselski, otrzymując 14 972 głosy. W wyborach w 2011 z powodzeniem ubiegała się o reelekcję, dostała 9764 głosy. Bezskutecznie startowała w wyborach do Parlamentu Europejskiego w 2014.
W 2015 została ponownie wybrana do Sejmu, otrzymując 15 049 głosów. W wyborach w 2019 również uzyskała mandat poselski, zdobywając 20 908 głosów. W 2021 powołana przez premiera Mateusza Morawieckiego w skład Rady Doradców Politycznych. W wyborach w 2023 nie uzyskała poselskiej reelekcji. Została później członkinią zarządu spółki Małopolskie Dworce Autobusowe. 26 czerwca 2024 złożyła ślubowanie poselskie, obejmując mandat posła X kadencji zwolniony przez wybranego do Parlamentu Europejskiego Arkadiusza Mularczyka. W Sejmie X kadencji zasiadła w Komisji Regulaminowej, Spraw Poselskich i Immunitetowych oraz Komisji Ochrony Środowiska, Zasobów Naturalnych i Leśnictwa.

## Wyniki w wyborach ogólnopolskich
| Wybory | Komitet wyborczy                   | Komitet wyborczy       | Organ            | Okręg          | Wynik        |
| ------ | ---------------------------------- | ---------------------- | ---------------- | -------------- | ------------ |
| 2001   |                                    | Prawo i Sprawiedliwość | Sejm IV kadencji | nr 14          | 1963 (0,79%) |
| 2005   | Sejm V kadencji                    | Prawo i Sprawiedliwość | 9547 (3,85%)     | nr 14          |              |
| 2007   | Sejm VI kadencji                   | Prawo i Sprawiedliwość | 14 972 (5,03%)   | nr 14          |              |
| 2011   | Sejm VII kadencji                  | Prawo i Sprawiedliwość | 9764 (3,50%)     | nr 14          |              |
| 2014   | Parlament Europejski VIII kadencji | Prawo i Sprawiedliwość | nr 10            | 10 479 (1,14%) |              |
| 2015   | Sejm VIII kadencji                 | Prawo i Sprawiedliwość | nr 14            | 15 049 (4,85%) |              |
| 2019   | Sejm IX kadencji                   | Prawo i Sprawiedliwość | nr 14            | 20 908 (5,65%) |              |
| 2023   | Sejm X kadencji                    | Prawo i Sprawiedliwość | nr 14            | 14 616 (3,42%) |              |